# Domingo González (jurista)
Domingo Manuel González Pernas (Montevideo, Uruguay, 1 de julio de 1837-17 de agosto de 1923) fue un magistrado y escritor uruguayo, miembro de la primera Alta Corte de Justicia de su país entre 1907 -año de su creación- y 1908. 
Asimismo, desarrolló amplia actividad literaria bajo el seudónimo de Licenciado Peralta.

## Primeros años
Nació en Montevideo el 1 de julio de 1837, hijo de Domingo González y María del Pilar Pernas, siendo bautizado como Domingo Manuel María de la Visitación González.
Se graduó como bachiller en 1857 y, empleado como auxiliar de la Biblioteca Nacional desde 1858, obtuvo el título de doctor en Jurisprudencia el 1 de marzo de 1861 en la entonces Universidad Mayor de Montevideo.
Al tiempo que comenzó a trabajar como abogado, se desempeñó como secretario de la Comisión de Salubridad entre 1862 y 1865, abandonando el cargo al triunfar la revolución que llevó al poder a Venancio Flores, pues era simpatizante del Partido Blanco, aunque siempre permaneció alejado de la militancia política activa. Dedicándose en los años sucesivos a su profesión de abogado, en la que adquirió importante prestigio. 
Fue también Vicepresidente del Consejo de Menores y Delincuentes.

## Carrera judicial
En marzo de 1879 comenzó su carrera en la magistratura como Juez Letrado en materia civil, desempeñándose también posteriormente como Juez Nacional de Hacienda.
Luego de 15 años como Juez Letrado, el 2 de abril de 1894 la Asamblea General lo designó ministro del Tribunal de Apelaciones de Segundo Turno, y por consiguiente del Superior Tribunal de Justicia en reemplazo del renunciante Teófilo Díaz. En efecto, en aquel momento no se encontraba aún creada la Alta Corte de Justicia (aunque ya prevista por la Constitución de 1830) por lo que el órgano máximo del Poder Judicial estaba compuesto por el pleno de los seis integrantes reunidos de los dos Tribunales de Apelaciones entonces existentes (los que contaban con tres ministros cada uno), actuando bajo la denominación de Superior Tribunal de Justicia. González se desempeñó como miembro de dichos tribunales por espacio de trece años. 
El 28 de octubre de 1907 se sancionó finalmente la ley (más tarde numerada como 3.246), que creó la Alta Corte de Justicia. El 9 de diciembre de 1907 González fue uno de los cinco magistrados electos por la Asamblea General para integrar la Alta Corte fundacional, recibiendo 65 votos. Los restantes nombrados fueron Carlos Fein, Luis Piera, Benito Cuñarro y Ezequiel Garzón. La Corte quedó efectivamente instalada el día 19 de diciembre siguiente, al jurar el cargo los ministros designados.
Si bien la ley aprobada preveía en su artículo 36 que los miembros de la Alta Corte y todos los magistrados del Poder Judicial en general cesarían en su cargo al cumplir 70 años de edad, dicho artículo establecía a continuación que "En la constitución de la primera Alta Corte de Justicia no regirá lo dispuesto en el inciso anterior". Tampoco se establecía un período de duración máxima en el cargo para los miembros de la Alta Corte, por lo que el mandato de González y los demás integrantes de la Alta Corte inaugural era virtualmente vitalicio. 
Sin embargo, González, que ya tenía setenta años cumplidos al momento de su designación, permaneció solo siete meses y medio en el cargo, optando por jubilarse en agosto de 1908, junto con Carlos Fein. Fueron sustituidos por Luis Romeu Burgues y Julio Bastos.

## Carrera literaria
Tanto durante su carrera como después de su retiro, González escribió algunas obras de temática jurídica. No obstante, su mayor notoriedad como escritor surgió cuando, una vez jubilado, se dedicó a escribir y publicar extensamente sobre recuerdos, anécdotas del pasado de Montevideo, crónicas de costumbres, episodios y observaciones personales. Publicó algunas de tales obras en sus últimos años de vida, bajo el seudónimo de Licenciado Peralta, por el que se tornó conocido literariamente.
Extractos de sus obras fueron incluidas en Prosa del mirar y del vivir (1968), de Carlos Real de Azúa, y en Crónicas de la violencia en el siglo XIX, de Pablo Rocca, así como en Crónicas y testigos del Siglo XIX del mismo compilador.

## Muerte
Falleció en Montevideo el 17 de agosto de 1923, a los 86 años de edad, poco después de la publicación del que sería su último libro, Sexteto clásico.

## Obras publicadas

### Obras jurídicas
- Breves apuntes sobre la administración de justicia y su organización, Montevideo, Dornaleche y Reyes, 1895.[14]
- De los tribunales colegiados, folleto, 1905.
- Estudio sobre constitución orgánica y reglamentaria de la justicia civil y criminal, Montevideo, El Siglo Ilustrado, 1912.[15]
- Relación oral de los procesos criminales, folleto, 1916.
- De la institución del jurado, Montevideo, El Siglo Ilustrado, 1920.[16]

### Obras literarias
Bajo el seudónimo de Licenciado Peralta:
- Carnet de un filósofo de antaño: anécdotas y episodios de relativo interés y útil enseñanza, narrados por el mismo, Montevideo, El Siglo Ilustrado, 1917, en dos tomos.[17]
- Sueño tártaro, Montevideo, El Siglo Ilustrado, 1918.[18]
- Bocetos y brochazos, Montevideo, Claudio García, 1918.[19]
- Resonancias del pasado, Montevideo, El Siglo Ilustrado, 1920.[20]
- Los festines de Plutón: historia auténtica, contemporánea, tragicomedia, fantástica, crítica y burlesca, Montevideo, Renacimiento, 1920.[21]
- ¡Al Indostán y a la China!, Montevideo, Renacimiento, 1921.[22]
- La atalaya de Ulises, Montevideo, Renacimiento, 1922.[23]
- Sexteto clásico. Pendencieros, militares y danzantes; diputados, asesinos y cantantes, Montevideo, Renacimiento, 1923[24]